# Howard Robertson (Architekt)

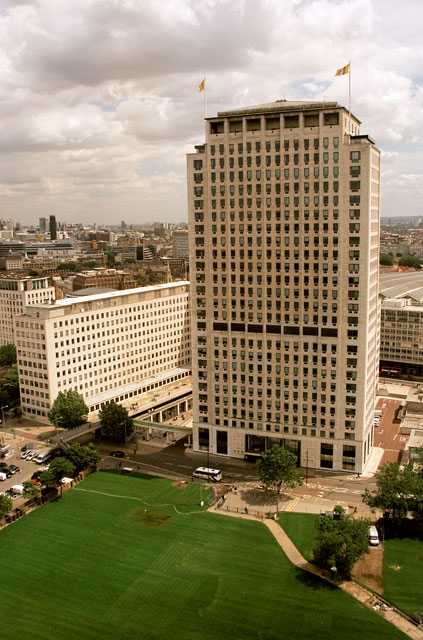
Robertsons Shell Centre, London, 1961

Sir Howard Morley Robertson (* 16. August 1888 in Salt Lake City, Utah; † 5. Mai 1963 in London) war ein berühmter englischer Architekt. Er studierte an der École des Beaux-Arts in Paris. 1920 bis 1935 war Robertson Vorsteher der Architectural Association School in London, 1952 bis 1954 Präsident des Royal Institute of British Architects.
Von 1919 bis 1963 betrieb er mit John Murray Easton in ein gemeinsames Büro. Gemeinsam planten sie unter anderem auch das Schloss Freudenberg in der Schweiz (Gartenarchitekt Russell Page).
1954 wurde er als Knight Bachelor geadelt.